# Brasão de armas das Turcas e Caicos
O brasão das Ilhas Turcas e Caicos, foi concedido em 1965.
As armas são constituídas por um escudo ostentando uma Concha, lagosta e cactos, sobre um fundo amarelo. O escudo é apoiado por Flamingos. No pico há um pelicano entre as duas plantas.
O escudo de armas esta presente na Bandeira das Turcas e Caicos.